# Ryszard Ryk
Ryszard Ryk (ur. 19 lipca 1942 w Unikowie) – polski działacz partyjny i państwowy, menedżer, nauczyciel, w latach 1984–1986 wicewojewoda jeleniogórski.

## Życiorys
Syn Bolesława i Zofii. Absolwent Wydziału Filozoficzno-Historycznego Uniwersytetu Wrocławskiego. Kształcił się podyplomowo w zakresie prawa i administracji w Niemczech, a także na kursie z zarządzania w służbie zdrowia na Akademii Medycznej w Poznaniu. Pracował jako nauczyciel i w kuratorium oświaty, od 1970 do 1976 kierował Młodzieżowym Domem Kultury w Jeleniej Górze.
Wstąpił do Polskiej Zjednoczonej Partii Robotniczej. Od 1977 działał jako inspektor w Wydziale Pracy Ideowo-Wychowawczej w Komitecie Wojewódzkim PZPR w Jeleniej Górze, potem od 1978 do 1980 kierował w nim kancelarią I sekretarza. W latach 1980–1984 dyrektor Biura Organizacyjno-Prawnego Urzędu Wojewódzkiego w Jeleniej Górze, następnie od marca 1984 do grudnia 1986 zajmował stanowisko wicewojewody jeleniogórskiego. W latach 1986–1990 powrócił do KW PZPR jako sekretarz ds. organizacyjnych.
W III RP zajmował kierownicze stanowiska w radach nadzorczych różnych spółek, m.in. Jelfy, Polocoritu i uzdrowiska w Cieplicach. Został także członkiem SLD. W latach 1990–1994 kierował oddziałem wojewódzkim BTM Juventur w Jeleniej Górze, potem od 1995 do 2002 był dyrektorem studium policealnego. Od 2002 do 2008 zajmował stanowisko prezesa Karkonoskiej Agencji Rozwoju Regionalnego, kierował też radą Kasy Dolnośląskiej Regionalnej Kasy Chorych we Wrocławiu.